# Уранія (журнал наукової фантастики)
Уранія (в оригіналі «Urania») — відомий італійський журнал із наукової фантастики. Перший номер журналу під назвою «I Romanzi di Urania» вийшов 10 жовтня 1952 року у видавництві Arnoldo Mondadori Editore.

## Історія
У період з жовтня 1952 року по травень 1957 року журнал виходив як «I Romanzi di Urania», щоб відрізнятися від журналів із подібною назвою, наприклад, таких як «Urania Rivista», «Urania Magazine». З червня 1957 року журнал вже друкується під спрощеною назвою «Urania», яка й досі зберігається.
У першому номері «I Romanzi di Urania» було надруковано науково-фантастичний роман Артура Кларка «Піски Марса» (італ. Le sabbie di Marte). Науково-фантастичні твори друкувались щотижня і складали тираж 160 000 примірників на місяць. Від самого початку журнал «Urania» набув популярності й став найпродаванішим SF журналом в Італії. Для своїх читачів журнал готував підбірку творів знаменитих авторів, таких як Айзек Азімов, Альфред Елтон Ван Вогт, Роберт Гайнлайн, Джеймс Баллард, Філіп Дік і багато інших.
Першим редактором журналу був Джорджіо Монічеллі (брат режисера Маріо Монічеллі), який придумав і почав використовувати слово fantascienza, що італійською мовою означає наукова фантастика.
У 1962—1964 роках головним редактором журналу обрано Карла Фруттеро. У червні 1964 року до нього приєднався Франко Лучентіні. Відомі італійські письменники й журналісти до липня 1985 року працювали разом, наповнювали журнал новим змістом, сучасними фантастичними творами та друкували власні оповідання під псевдонімом Fruttero & Lucentini. З 1985 по 1990 рр. головним редактором став італійський перекладач Джанні Монтанарі. З січня 1990 року і до грудня 2018 року журнал очолював відомий італійський письменник-фантаст і перекладач Джузеппе Ліппі.
У журналі «Urania» більшість творів були написані американськими, британськими та французькими письменниками 1950-х років. Зазвичай твори італійських письменників друкувались у журналі під псевдонімами. Починаючи з кінця 1980-х років твори письменників-фантастів Італії все частіше з′являються на шпальтах журналу.
1990 року редакція «Urania» оголосила про проведення щорічного літературного конкурсу премія Уранія (Premio Urania) для всіх італійських письменників-фантастів. Першим переможцем став Вітторіо Катані та його роман Gli universi di Moras. 1994 року було надруковано перший роман відомого письменника Валеріо Еванджелісті — Nicolas Eymerich, inquisitore. Серед інших переможців — Ніколетта Валлорані та Массімо Монгай.

## Ілюстрації
Першими художниками італійського журналу були Карло Джаконо і Курт Цезар. Вагомий внесок у художньому наповненні журналу вніс відомий голландський живописець Карел Толе. Іншими видатними ілюстраторами журналу «Urania», були Вісенте Сегреллес з Іспанії (1988—1991) і Оскар Чичоні з Аргентини (1990-ті). Нині над художнім оформленням журналу працює Франко Брамбілла.

## Видання журналу
Журнал періодично випускає тематичні видання:
- Millemondi — друкуються популярні твори письменників-фантастів або твори, які не були надруковані у журналі.
- Urania Argento («Silver Urania») — з 1995 року.
- Urania Blu — з 1984 року, в якому друкуються статті про фантастичні твори (включаючи збірку статей про наукову фантастику Ісака Азімова). Видано лише 4 номери.
- Urania Biblioteca — містить перевидання.
- Classici Urania — щомісячне перевидання кращих романів і антологій (припинено)
- Urania Fantasy — щомісячна рубрика, присвячена фантастичним заголовкам (1988—1995). Розділ скасований після 79 номерів. У 2001—2006 роках розділ було оновлено[7]. У квітні 2008 року видано розповіді Роберта Говарда про Кулла.
- Urania Collezione — засновано 2003 року і виходить щомісячно, публікаціями схожа на Classici Urania.
- Epix (з випуску № 10 зареєстровано як Urania Epix) — з 2009 року, щомісячне видання, де друкувались твори фантастики жахів, фентезійні та науково-фантастичні романи, антології, переважно італійських письменників. Видано 15 номерів.

Протягом багатьох років журнал «Urania» друкував серію коміксів. Серед них були твори Джонні Харта, Бранта Паркера (B.C.; The Wizard of Id) та Catfish створених Bollen & Peterman.